# Bulbophyllum alleizettei
Bulbophyllum alleizettei är en orkidéart som beskrevs av Rudolf Schlechter. Bulbophyllum alleizettei ingår i släktet Bulbophyllum och familjen orkidéer. Inga underarter finns listade i Catalogue of Life.